# Roboty budowlane

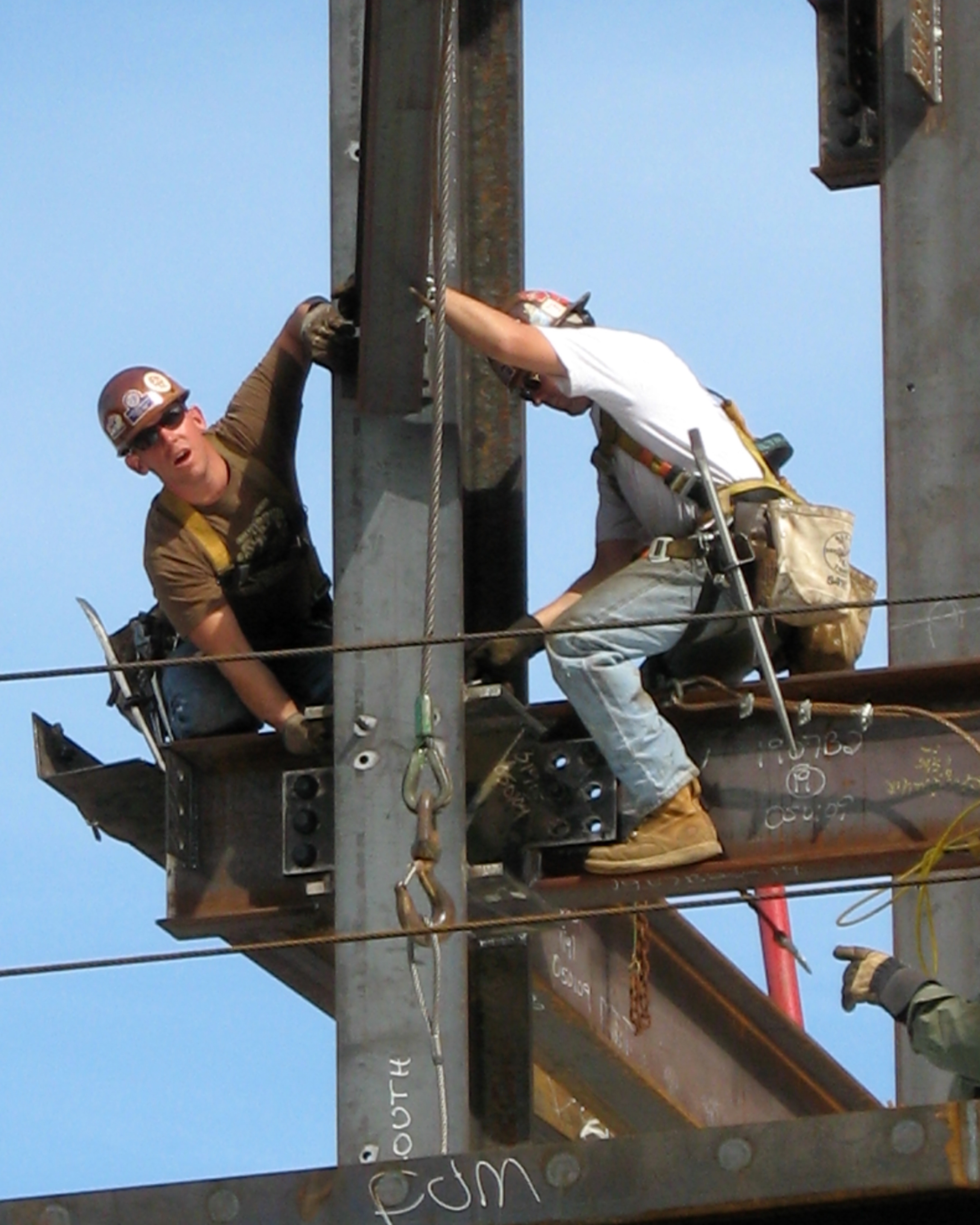
Dwóch robotników w trakcie montażu konstrukcji stalowej

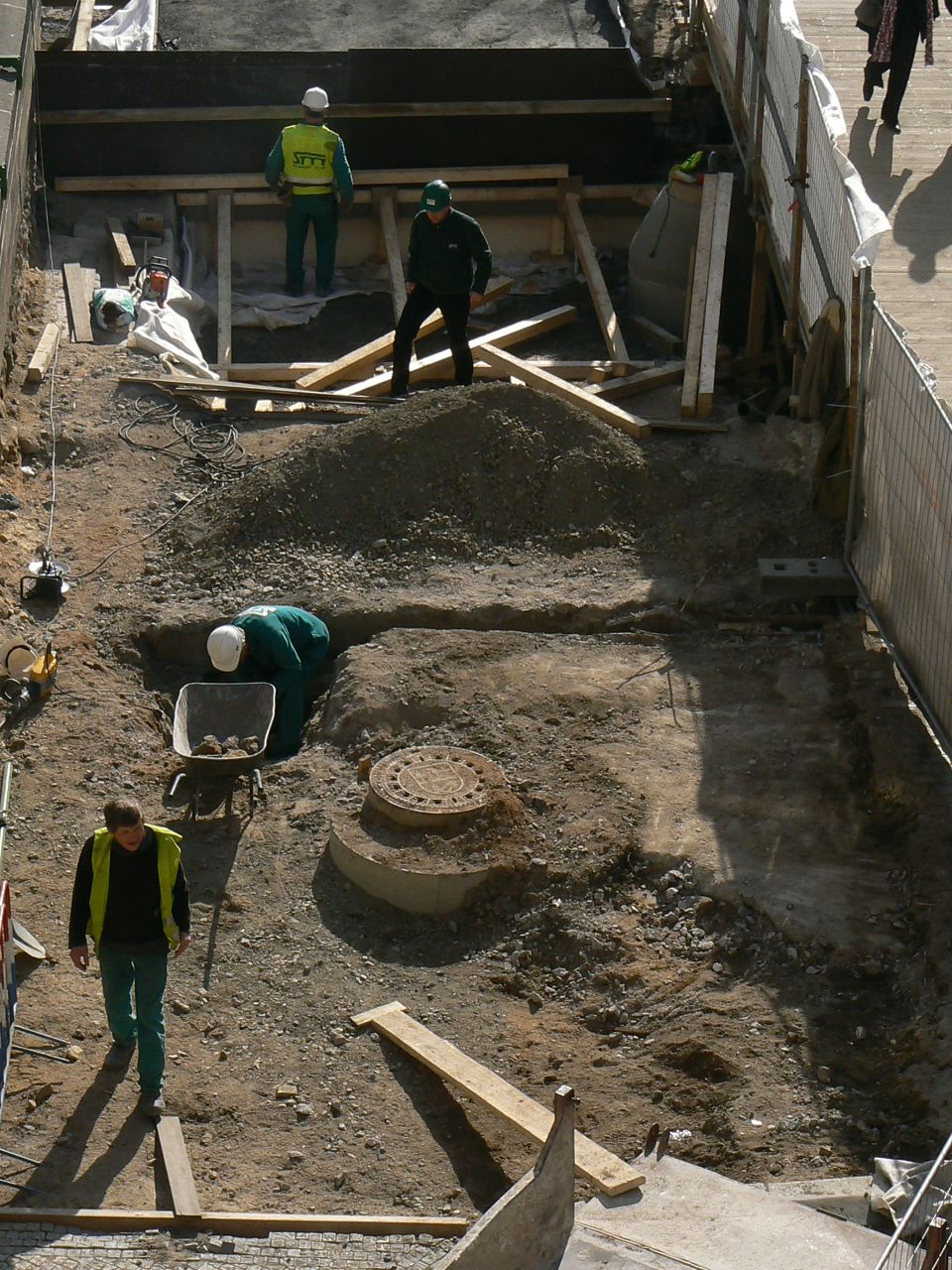
Roboty budowlane podczas rekonstrukcji Mostu Karola w Pradze (Czechy)

Roboty budowlane – budowa, a także prace polegające na przebudowie, montażu, remoncie lub rozbiórce obiektu budowlanego.
Roboty budowlane są złożonym technicznie, organizacyjnie, a także finansowo zespołem działań grupy ludzi. Nadzór i odpowiedzialność za ten proces spoczywa głównie na kierowniku budowy. Podlega on kontroli ze strony instytucji takich jak nadzór budowlany, organa nadzoru administracyjno-budowlanego, inspekcja pracy, straż pożarna, straż miejska i inne, w zakresie ich kompetencji.

## Porównanie rodzajów robót
| Kryterium                       | Budowa       | Rozbudowa | Nadbudowa | Odbudowa                        | Remont    | Przebudowa                 | Rozbiórka                       |
| ------------------------------- | ------------ | --------- | --------- | ------------------------------- | --------- | -------------------------- | ------------------------------- |
| Obiekt przed rozpoczęciem robót | Nie istnieje | Istnieje  | Istnieje  | Nie istnieje/Istnieje częściowo | Istnieje  | Istnieje                   | Istnieje/Istnieje częściowo     |
| Obiekt po zakończeniu robót     | Istnieje     | Istnieje  | Istnieje  | Istnieje                        | Istnieje  | Istnieje                   | Nie istnieje/istnieje częściowo |
| Powierzchnia zabudowy           | Większa      | Większa   | Bez zmian | Bez zmian                       | Bez zmian | Bez zmian                  | Mniejsza                        |
| Kubatura                        | Większa      | Większa   | Większa   | Większa                         | Bez zmian | Bez zmian                  | Mniejsza                        |
| Wysokość                        | Większa      | Bez zmian | Większa   | Bez zmian                       | Bez zmian | Bez zmian                  | Mniejsza/bez zmian              |
| Powierzchnia użytkowa           | Większa      | Większa   | Większa   | Bez zmian                       | Bez zmian | Bez zmian/niewielka zmiana | Mniejsza                        |

## Roboty budowlane w Polsce

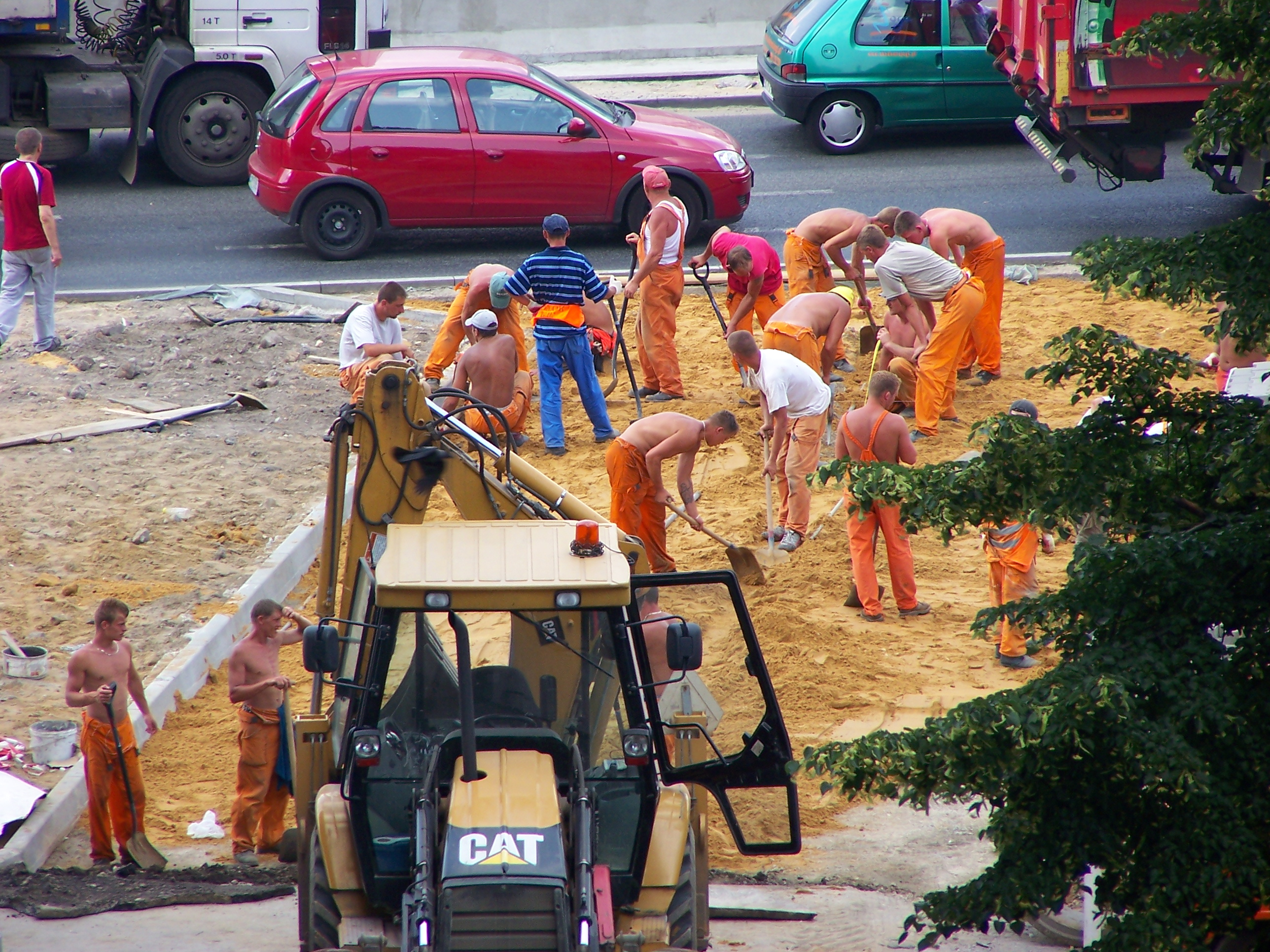
Roboty drogowe w Polsce.

### Źródła prawne w Polsce
Podstawowe zasady dotyczące wykonywania robót budowlanych w Polsce są unormowane w Ustawie z dnia 7 lipca 1994 r. Prawo budowlane (Dz.U. z 2021 r. poz. 2351). Określa ona całe postępowania poprzedzające rozpoczęcie robót budowlanych, zasady ich wykonywania i postępowania po ich zakończeniu, oraz normuje działalność w tym zakresie.
Ponadto istnieje bardzo wiele przepisów prawnych, obowiązujących podczas wykonywania robót budowlanych uczestników procesu budowlanego. Do najważniejszych należą:
- przepisy techniczno-budowlane (tj. warunki techniczne, jakim powinny odpowiadać obiekty budowlane i ich usytuowanie oraz warunki techniczne użytkowania obiektów budowlanych),
- przepisy dotyczące ochrony przeciwpożarowej w wykonywaniu robót oraz uzgodnienia dokumentacji technicznej w tym zakresie
- przepisy dotyczące bezpieczeństwa i higieny pracy w tym wykonywanie robót budowlanych w tym zakresie
- oraz wiele innych przepisów, norm, opracowań techniczno-budowlanych, aprobat technicznych, decyzji administracyjnych, ekspertyz i innych dokumentów.

### Proces budowlany według prawa budowlanego w Polsce
Roboty budowlane jako wykonywanie określonego technologicznie zespołu działań są tylko jednym z kilku etapów inwestycji budowlanej (procesu budowlanego). Aby mogło nastąpić ich rozpoczęcie, muszą być spełnione wymogi określone w Prawie budowlanym, a w szczególności musi zostać opracowany projekt i inwestor musi uzyskać odpowiednią decyzję administracyjną z zastrzeżeniem art. 29 i 30 Ustawy PB (która przed rozpoczęciem robót budowlanych musi stać się decyzją ostateczną) lub dokonać stosowanego zgłoszenia.
Decyzja, o której mowa wyżej, to:
- w przypadku budowy, remontu, montażu – pozwolenie na budowę,
- w przypadku rozbiórki, wyburzenia – pozwolenie na rozbiórkę.

### Prowadzenie robót budowlanych w Polsce
Roboty budowlane realizowane są na zlecenie inwestora (lub przez samego inwestora), który zobowiązany jest na mocy art. 18 PB do zorganizowania całego procesu, w tym między innymi do zapewnienia wykonywania i nadzoru nad wykonywaniem robót budowlanych, przez osoby uprawnione do pełnienia samodzielnych funkcji technicznych w budownictwie w wymaganym zakresie i specjalności, czyli:
- projektant,
- kierownik budowy i ewentualnie kierownicy robót,
- inspektor nadzoru inwestorskiego (w przypadku budów, dla których jest wymagane w przepisach prawa ustanowienie inspektora).

Oprócz ww. osób może okazać się niezbędnym włącznie innych specjalistów z odpowiednimi uprawnieniami, np. geodety, geologa, archeologa i innych.
Rozpoczęcie robót budowlanych następuje z chwilą podjęcia prac przygotowawczych (art. 41 PB), przy czym zwykle wcześniej następuje przejęcie placu budowy, lub obiektu, w którym będą prowadzone roboty budowlane, przez kierownika budowy.
W trakcie prowadzenia robót kierownik budowy jest zobowiązany do prowadzenia dziennika budowy (przed 27 stycznia 2023 r. ewentualnie dziennika rozbiórki albo dziennika montażu), w którym dokumentuje się zdarzenia i przebieg prowadzonych robót budowlanych.